# Talia Balsam
Talia Balsam (New York, 5 maart 1959) is een Amerikaans actrice.

## Biografie
Balsam is een dochter van vader Martin Balsam en moeder Joyce Van Patten. 
Balsam begon in 1977 met acteren in de film Alexander: The Other Side of Dawn. Hierna heeft zij nog meerdere rollen gespeeld in films en televisieseries zoals Happy Days (1977), Taxi (1978-1980), Punky Brewster (1984), Profiler (1997-1998), Without a Trace (2003-2004), Little Manhattan (2005) en Mad Men (2007-2009). 
Balsam is ook actief in het theater en heeft eenmaal opgetreden op Broadway, in 1992 speelde zij in het toneelstuk Jake's Women in de rol van Sheila.
Balsam is van 15 december 1989 tot en met september 1993 getrouwd geweest met George Clooney. Op 30 december 1998 is zij opnieuw getrouwd met John Slattery en zij hebben samen één kind.

## Filmografie

### Films
Selectie:
- 2025 Omaha - als verpleegster Edie
- 2022 Master - als Diandra
- 2021 The Many Saints of Newark - als mrs. Jarecki
- 2011 No Strings Attached – als Sandra Kurtzman
- 2008 The Wackness – als Mevr. Shapiro
- 2006 All the King's Men – als Lucy Stark
- 2005 Little Manhattan – als Jackie Telesco

### Televisieseries
Uitgezonderd eenmalige gastrollen.
- 2025 Summer Breeze - als Mona Frost - 2 afl.
- 2023 Wilderness - als Bonnie - 6 afl.
- 2016 - 2019 Divorce - als Dallas - 24 afl.
- 2017 Z: The Beginning of Everything - als Anne Ober - 2 afl.
- 2007 – 2014 Mad Men – als Mona Sterling – 13 afl.
- 2013 - 2014 The Good Wife - als Anne Stevens - 2 afl.
- 2012 Homeland - als Cynthia Walden - 4 afl.
- 2003 – 2004 Without a Trace – als Maria Malone – 7 afl.
- 2003 K Street – als Gail – 4 afl.
- 1998 – 1999 L.A. Doctors – als Julie Lonner – 7 afl.
- 1997 – 1998 Profiler – als Monica Sikes – 2 afl.
- 1995 Almost Perfect – als Jeannie Guthrie – 3 afl.
- 1989 – 1990 Thirtysomething – als Paige – 2 afl.
- 1984 Punky Brewster – als Miranda Mitchell – 2 afl.
- 1978 – 1980 Taxi – als Cathy Consuelos – 2 afl.
- 1977 Happy Days – als Nancy Croft – 3 afl.